# Ramones
The Ramones su bili američki punk rock sastav, i smatraju se prvom punk skupinom ikad. Priznato im je da su definirali zvuk i stav 1970-ih, makar nikad nisu postigli uspjeh kao svoji suvremenici The Clash ili Sex Pistols, ali su svejedno imali velik utjecaj na punk i alternativnu rock scenu. Smatraju se 'Kumovima Punka'.
Sastav je osnovan u Queensu, New York, 1974. Neprekidno su nastupali 22 godine sve do raspuštanja skupine nakon turneje Lollapalooza 1996. Tri prvotna člana: Joey, Johnny, i Dee Dee Ramone su umrli u roku nekoliko godina poslije raspuštanja sastava. Uvijek su smatrani utjecajnima, ali slava koju sastav sad uživa je neusporedivo veća nego u doba kada su aktivno nastupali.
Godine 2002. uvedeni su u Rock and Roll Hall of Fame, a 2007. godine u Long Island Music Hall of Fame. 

## Povijest

### Počeci
Članovi sastava su se upoznali kao srednjoškolci u srednjestaleškom dijelu Queensa, Forest Hillsu. Privukla ih je zajednička ljubav prema sastavima poput The New York Dolls, The Stooges i MC 5 i garažnom rocku '60ih. Većina članova sastava je bila u raznim skupinama od kraja '60-ih. Johnny i Tommy bili su u srednjoškolskom sastavu poznatom kao 'Tangerine Puppets', a Joey je na kratko bio u glam rock grupi pod imenom 'Sniper'. Prva postava Ramonesa uključivala je Jeffry Hymana na bubnjevima, John Cummingsa na gitari i Douglas Colvina kao pjevača i bas-gitaristu. Colvin je prvi odlučio koristiti ime Ramone, i nazvao se Dee Dee Ramone. Bio je inspiriran činjenicom da je Paul McCartney koristio pseudonim Paul Ramone kada se prijavljivao u hotele. Ostali članovi sastava su ga slijedili i promijenili imena; Hyman je postao Joey Ramone (prema pjevaču Joeyju Levineu), Cummings je postao Johnny Ramone, a sama grupa je dobila naziv The Ramones. Također u to vrijeme riječ ramone se povezivala s neredom i nasiljem.
Brzo nakon što je skupina sastavljen, Dee Dee je shvatio da ne može svirati i pjevati odjednom (ali će nastaviti odbrojavati tempo na početku svake pjesme sa svojim "1-2-3-4!"). Joey ga je zamijenio, ali ni on nije mogao svirati bubnjeve i pjevati pa je mjesto bubnjara ostalo otvoreno. Sastav je održavao audiciju za bubnjara, u Performance studiju, gdje su vježbali. Tamás Erdélyi, menadžer sastava, zaposlenik studija i poznanik skupine pokazivao je kandidatima kako svirati pjesme. Postalo je očito da je bio sposobniji svirati pjesme sastava bolje od bilo koga drugog, i pridružio im se kao Tommy Ramone. Bio je najmotiviraniji od četvorice što se tiče uspjeha, i prvi ih je doveo u studio.
Svoj prvi nastup imali su 30. ožujka 1974. u Performance studiju. Njihove rane skladbe bile su kratke i brze, većinom oko 2 minute u trajanju. Raniji naslovi su uključivali "I Don't Wanna Walk Around with You," "I Don't Wanna Go Down to the Basement," i "I Don't Wanna Get Involved with You." Dee Dee je kasnije rekao, "Nismo napisali pozitivnu pjesmu sve do 'Now I Wanna Sniff Some Glue'."

### Raspad
Nakon nastupa na Lollapalooza festivalu 1996., Ramonesi su se raspali, zbog neslaganja unutar sastava i frustracije ne ostvarivanjem komercijalnog uspjeha. Joey je također priznao da je imao problema s drogom, i velikih problema s pićem u '80-ima. Joey je prestao piti početkom 1990-ih, ali mu je dijagnosticiran limfom 1995. Nakon toga počeo se je aktivno baviti jogom i zdravo se hraniti. Kasnih '90-ih počeo je trgovati dionicama na NYSE, čak je napisao skladbu o financijskoj novinarki s CNBCa - Maria Bartiromo, pod istim imenom, i ta skladba je uključena na njegov solo album iz 2005., Don't Worry About Me.
Njihov zadnji nastup bio je u Palaceu u Hollywoodu. Nastup je snimljen i kasnije izdan na CD-u We're Outta Here. Na nastupu su gostovali mnogi umjetnici poput Lemmya Kilmistera iz Motörheada, Eddie Vedera iz Pearl Jama, Toma Armstronga i Larsa Frederiksena iz Rancida, i Chrisa Cornella (tada u Soundgardenu).
20. srpnja 1999., svi bivši članovi osim Richiea su se okupili u Tower Recordsu u New Yorku kako bi davali autograme. To je bila zadnja prigoda na kojoj su se bivši članovi grupe okupili prije Joeyjeve smrti. Johnny se htio pomiriti sa svojim rivalom Joeyjem ali Joey je to odbijao. Joeyjevi nezavršeni radovi objavljeni su poslije njegove smrti na solo albumu Don't Worry About Me.
2002. sastav je uveden u Rock 'n' Roll Hall of Fame. Na ceremoniji Johnny, Tommy, Marky i Dee Dee su govorili u ime Ramonesa. Johnny je podržao Georgea Busha i njegov mandat, Dee Dee je čestitao i zahvalio sebi. Nažalost ovo mu je bilo zadnje javno prikazivanje jer je 2 mjeseca kasnije umro od predoziranja heroinom. Također na ceremoniji, Green Day je izveo Teenage Lobotomy i Blitzkrieg Bop u čast Ramonesima, da bi pokazali njihov utjecaj. U ljeto 2004. izašao je dokumentarac o Ramonesima, End of the Century: The Story of the Ramones. Dobio je odlične kritike i obožavatelji su ga dobro prihvatili. Johnny Ramone je s početkom prikazivanja filma umro od raka prostate, 15. rujna 2004.

## Članovi sastava
Kompletna kronologija raznih postava Ramonesa od 1974. do 1996.
Clem Burke svirao je s Ramonesima pod imenom Elvis Ramone na 2 koncerta 1987 godine poslije odlaska Richie-a ali je ubrzo zamijenjem kad je Marky pozvan da se vrati.
Raniji član, Richie, napustio je sastav prije prvog snimanja (nepovezan s Richie Ramoneom, gore). "U sjećanje na Richie Ramonea 1975" može se pročitati na crtežu nadgrobnog spomenika s unutarnje strane albuma Rocket to Russia. Prema Joeyju, postao je proizvođač gumbi.

### Smrti
- Joey Ramone umro od limfoma 15. travnja, 2001. u New Yorku.
- Dee Dee Ramone je nađen mrtav u svojoj kući u Hollywoodu 5. lipnja 2002. kao posljedica predoziranja heroinom, samo dva mjeseca nako što su Ramonesi uvedeni u Rock 'n' Roll Hall of Fame.
- Johnny Ramone je umro od raka prostate 15. rujna, 2004. u Los Angelesu.
- Tommy Ramone umro 11. srpnja, 2014. od posljedica raka žučovoda u svome domu u New Yorku.

## Nastupi u Hrvatskoj
Ramonesi su nastupili dva puta u Zagrebu, 1990. i 1994. godine.

## Vanjske poveznice
- Službena stranica jedinog Ramones Muzeja u Berlinu
- Službena stranica
- Finski Ramones fan-site
- Ivo's Ramones history  Arhivirana inačica izvorne stranice od 7. studenoga 2005. (Wayback Machine)
- Retrospektiva karijere i utjecaja Ramonesa
- Intervju s Ramonesima iz 1990ih  Arhivirana inačica izvorne stranice od 12. studenoga 2006. (Wayback Machine)